# Piz Vadret
Der Piz Vadret ist ein 3229 m ü. M. hoher Berg in den Albula-Alpen im Schweizer Kanton Graubünden. Etwa 200 Meter südlich des Gipfels liegt der 3218 m ü. M. hohe Piz Vadret Pitschen.

## Lage und Umgebung
Der Piz Vadret erhebt sich nordwestlich der Ortschaft Brail im Engadin über dem Seitental Val Punt Ota. Nördlich des Berges liegt der Grialetsch-Gletscher und das Val Grialetsch, in nordwestlicher Richtung liegt der Piz Grialetsch, welcher durch die Fuorcla Vallorgia vom Piz Vadret getrennt ist.

## Erscheinungsbild
Der Piz Vadret erscheint mit seinen steilen Wänden und scharfen, gezackten Graten aussergewöhnlich schroff und abweisend. Besonders der über einen halben Kilometer lange, zu beiden Seiten fast senkrecht abfallende und mit vielen Felstürmen bewehrte Ostgrat hinterlässt beim Betrachter einen nachhaltigen Eindruck.

## Routen zum Gipfel
Alle Routen auf diesen Berg erfordern gute Kletterkenntnis und Bergerfahrung. Die vermutlich einfachste Route führt durch den sogenannten Südostkamin, einem steilen Einschnitt im Ostgrat, der knapp unterhalb des Gipfels endet (mindestens WS+, II). Vom Ausgangspunkt Brail geht es durch das Val Punt Ota bis zum kleinen Gletscher südöstlich des Berges. Dieser Gletscher wird mit der entsprechenden Ausrüstung bis zum Fuss des Südostkamins überschritten (alternativ kann man auch an der Grialetschhütte starten und über die Fuorcla Vallorgia sowie die Scharte zwischen Piz Vadret und Piz Vadret Pitschen diesen Punkt erreichen). Anschliessend klettert man im zweiten Schwierigkeitsgrad durch diesen grossteils sehr bröseligen Einschnitt bis zu einer Steilstufe. Diese kann entweder durchklettert werden (III) oder auf der linken Seite sehr steil und ausgesetzt, aber einfacher, umgangen werden. Das letzte Stück zum Gipfel ist dann jeweils einfach. Weitere Routen führen in teilweise schwieriger bzw. sehr schwieriger Kletterei über den Nordwestgrat (ZS, III) oder den Ostgrat, der auch (etwas übertrieben) 12-Stunden-Grat genannt wird (S, V-).